# غوستاف إرنست روبرت شولتسه
غوستاف إرنست روبرت شولتسه (بالألمانية: Gustav Ernst Robert Schulze) (و. 1911 – 1974 م) هو فيزيائي، وأستاذ جامعي من ألمانيا . ولد في برلين.
توفي في دريسدن ، عن عمر يناهز 63 عاماً.

## مناصب وهيئات
أدار جامعة دريسدن التقنية.